# Entr'acte (album)
Albums de Françoise Hardy
Message personnel
(1973) Star
(1977)
Entr’acte, est le quinzième album, édité en France et à l'étranger, de la chanteuse Françoise Hardy. L’édition originale est parue en France, en novembre 1974.

## Mise en perspective de l'album
Dès les premiers temps de leur rencontre, une certaine distance lui a été imposée par son compagnon, Jacques Dutronc. La chanteuse vit mal ses silences et ses absences.
« Ma motivation principale est d’ordre sentimental. Je chante des chansons parce que, comme l’a écrit Alain Souchon : My song of you, c’est de la colle chantée pour que tu partes jamais. »
Tout au long de leur relation décousue, elle lui parlera en musique.
« J'ai beaucoup écrit de chansons qui lui étaient directement adressées. Eh bien, à ce jour, je ne sais pas s'il les a entendues. »
Sous prétexte de l'inquiéter, prenant un tour cathartique, elle écrit la trame d'un album-concept où elle affirme sa sexualité : L'histoire d'une femme délaissée, qui a une aventure d’un soir avec un autre homme.
En 1974, presque un an après la naissance de leur fils Thomas, le couple décide de vivre sous le même toit et emménage dans une maison du quartier du Parc Montsouris, dans le 14e arrondissement de Paris.

## Éditions originales
France, novembre 1974 : microsillon 33 tours/30cm., Entr’acte, WEA-Filipacchi Music/Warner Bros. Records (56 091 B).
 France, novembre 1974 : cassette audio, Entr’acte, WEA-Filipacchi Music (...).

### Crédits
Pochette ouvrante : photographies réalisées par Jean-Marie Périer.
Directeur artistique : Hugues de Courson.

### Liste des chansons
Les 10 chansons qui composent cet album ont été enregistrées en stéréophonie.
| 1. | Ce soir                    | Françoise Hardy | Jean-Pierre Castelain | Jean-Pierre Castelain                  | 3 min 25 s |
| 2. | Merveilleux                | Françoise Hardy | Gérard Kawczynski     | André Georget                          | 1 min 50 s |
| 3. | Et voilà                   | Françoise Hardy | Jean-Pierre Castelain | Jean-Pierre Castelain et André Georget | 2 min 15 s |
| 4. | Je n'aime pas ce qu'il dit | Françoise Hardy | Jean-Pierre Castelain | Jean-Pierre Castelain et André Georget | 3 min 45 s |
| 5. | Chanson noire              | Françoise Hardy | Hugues de Courson     | Del Newman                             | 2 min 05 s |

| 1. | Je te cherche       | Françoise Hardy | André Georget                      | Jean-Pierre Castelain | 3 min 00 s |
| 2. | S’il avait été      | Françoise Hardy | Catherine Lara                     | Del Newman            | 2 min 40 s |
| 3. | Bonjour, bonsoir    | Françoise Hardy | Michel Sivy                        | Francis Moze          | 3 min 12 s |
| 4. | Il y a eu des nuits | Françoise Hardy | Catherine Lara                     | Del Newman            | 1 min 55 s |
| 5. | Fin d'après-midi    | Françoise Hardy | Jacques Dutronc et Françoise Hardy | André Georget         | 2 min 30 s |

## Discographie liée à l’album
- SP (Single Play) = Microsillon 45 tours 2 titres.
- LP (Long Play) = Microsillon 33 tours/30cm.
- CD (Compact Disc) = Disque compact.

### Édition française de 45 tours
- Novembre 1974 : SP, WEA-Filipacchi Music/Warner Bros. records (WB 16 518).

1. Ce soir (F. Hardy / Jean-Pierre Castelain).
2. Je te cherche (F. Hardy / André Georget).

### Éditions étrangères de l'album
- Australie, 1974 : LP, Entr’acte, WEA (WS 20021).
- Canada, 1974 : LP, Entr’acte, WEA (FLP 56091).
- Afrique du Sud, 1975 : LP, Entr’acte, Warner Bros (WBC 1270).
- Japon, 1975 : LP, Entr’acte, Epic (ECPO 22).

### Rééditions françaises de l'album
- Novembre 1983 : LP, Entr’acte, WEA-Filipacchi Music/Warner Bros. Records (56 091 – WE/331)

- Avril 1991 : CD, Entr’acte, WEA Music (9031-74206-2).
  - Cette réédition ne respecte pas le contenu de l’album originel : la chanson, Que vas-tu faire ? (paroles de F. Hardy, musique de Jean-Michel Jarre) – extraite du SP, WEA/Filipacchi Music (WB 16 664), sorti en novembre 1975[4]–, est ajoutée en bonus.

- 24 juin 2016 : LP, Entr’acte, Parlophone/Warner Music France (190295 993474).

### Rééditions étrangères de l'album
- Japon, 1978 : CD, Entr’acte, WEA (P-10426W).
- Canada, 1983 : LP, Entr’acte, WEA-Filipacchi Music/Warner Bros. Records (56 091 – WE|321).
- Royaume-Uni, 1983 : LP, Entr’acte, WEA-Filipacchi Music/Warner Bros. Records (56 091 – WE|331).
- Japon, 1999 : CD, Entr’acte, WEA Music (WPCR 10202).
- Japon, 2012 : CD, Entr’acte, Tower to the People (WQCP-1270).